# Cañete de las Torres
Cañete de las Torres – gmina w Hiszpanii, w prowincji Kordoba, w Andaluzji, o powierzchni 103,52 km². W 2011 roku gmina liczyła 3124 mieszkańców.